# Sens
Sens település Franciaországban, Yonne megyében. Lakosainak száma 27 275 fő (2022. január 1.). Sens Saint-Denis-lès-Sens, Rosoy, Gron, Maillot, Malay-le-Grand, Paron, Saint-Clément, Saint-Martin-du-Tertre és Saligny községekkel határos.

## Fekvése
Villeneuve-sur-Yonne-tól északra, a Yonne partján fekvő település.

## Története

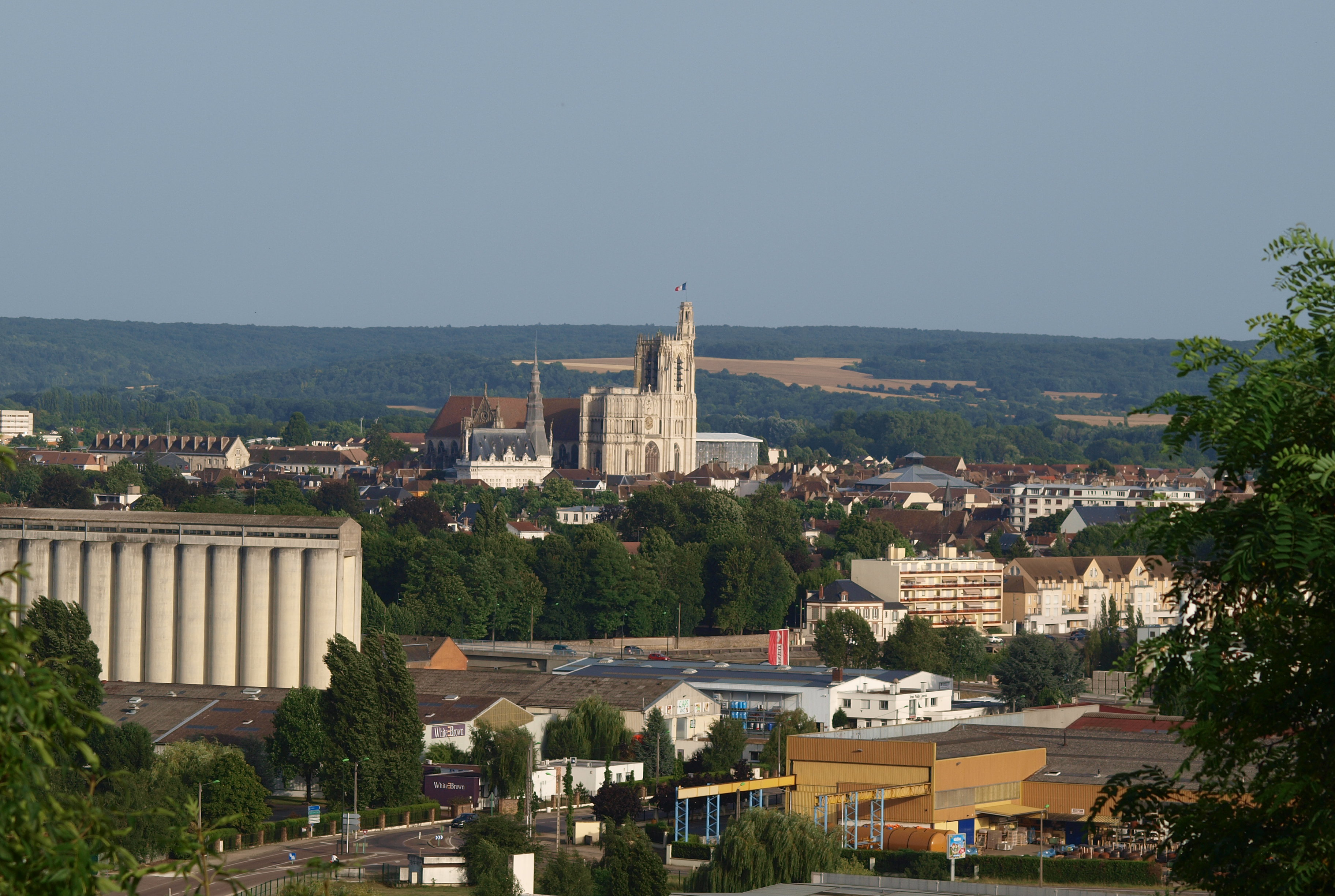

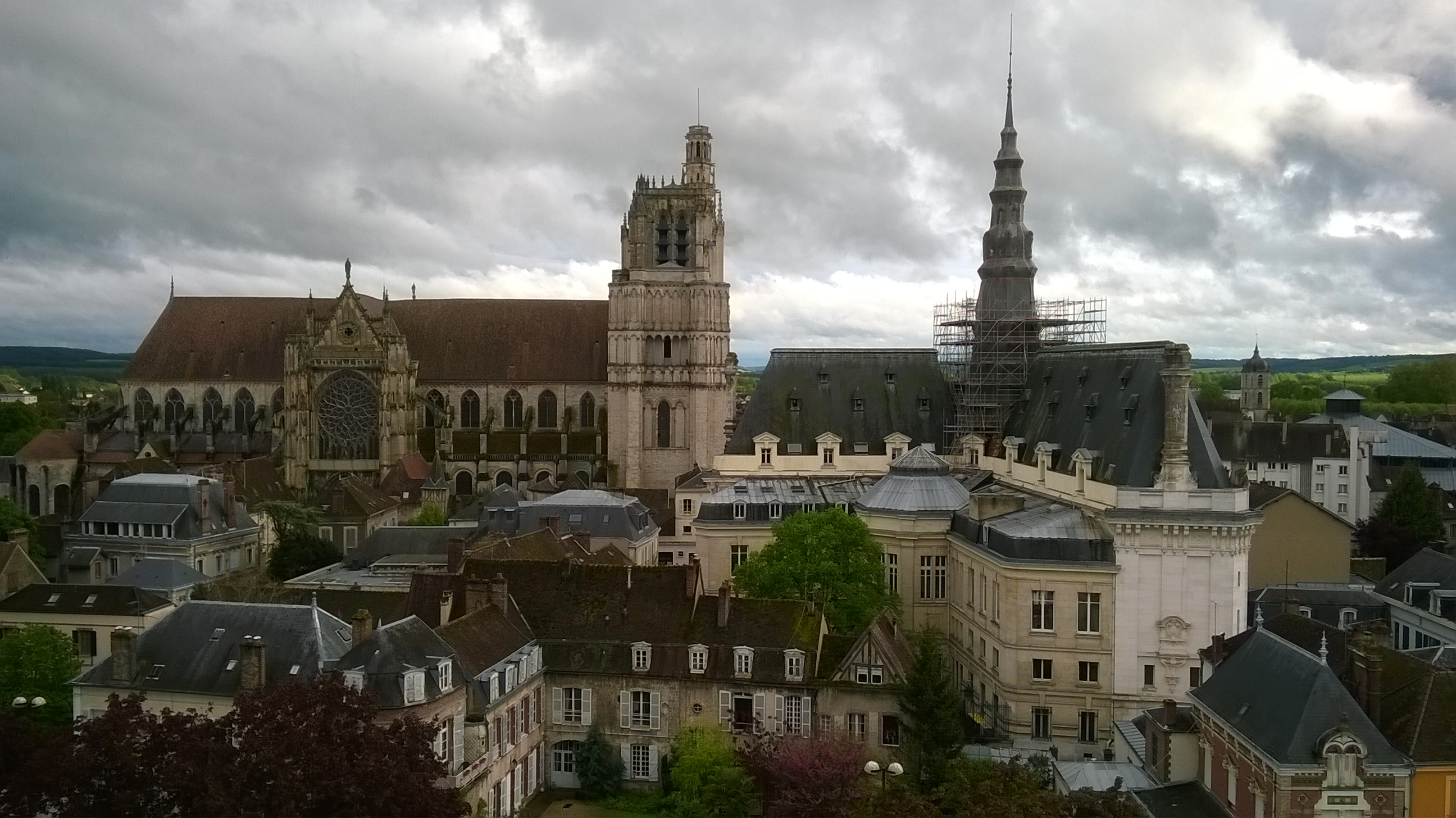

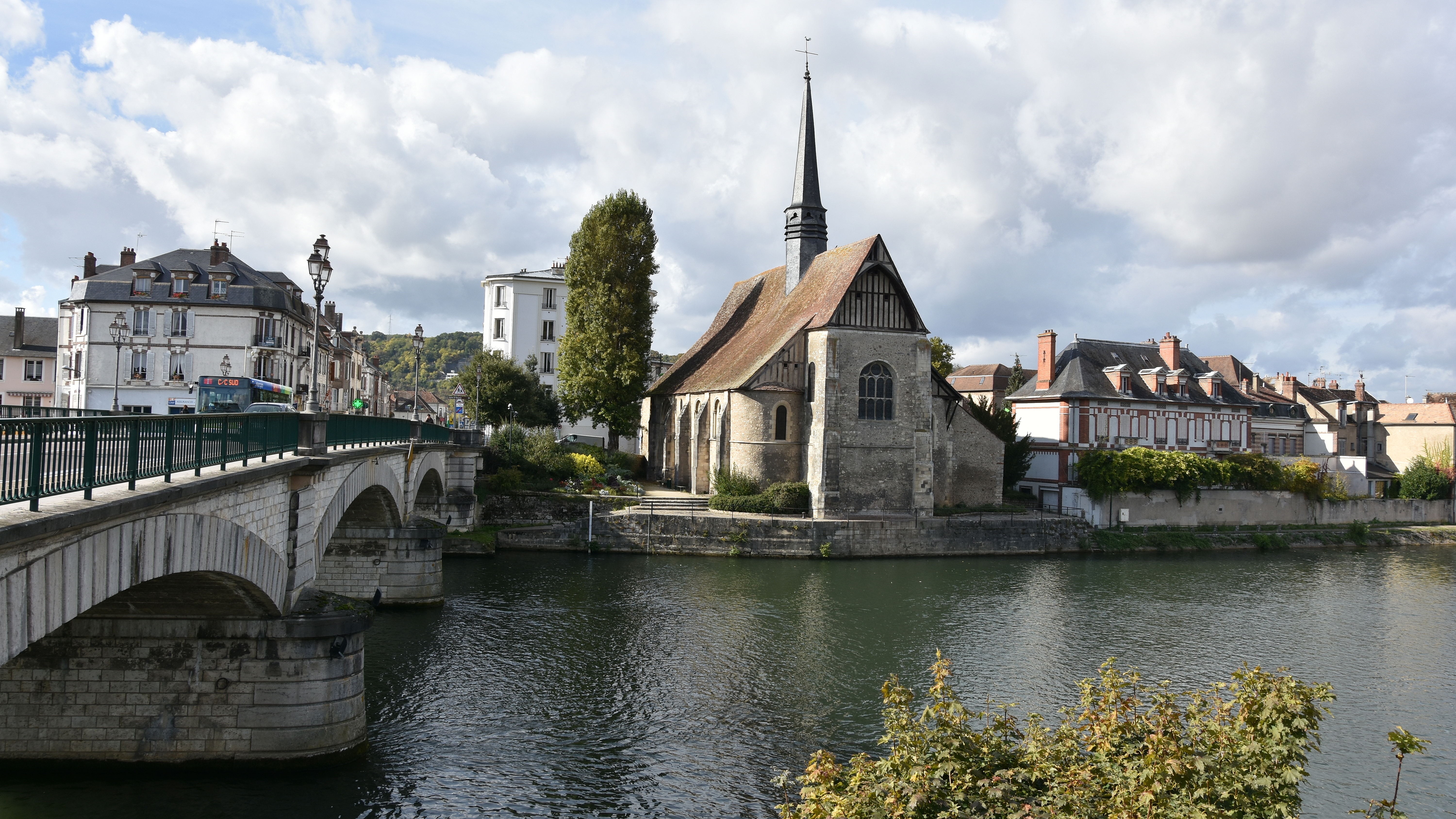

Sens egészen az i. sz.1. századtól 1622-ig érseki székhely volt.
A település nevét egy gall törzsről kapta. A névadó senonok itteni letelepedésük előtt Brennusszal az élükön 389-390-ben feldúlták Rómát, majd Itáliát elhagyva északnyugatnak véve az irányt e vidéken találtak végleges otthonra.
A rómaiak innen, az akkori Agedincumból irányították Gallia Lugdunensis északi vidékét. A rómaiak építették azt a várfalrendszert is, amely egészen az 1800-as évek végéig állt.
Sens főtemplomában, a Szent István-katedrálisban tartotta esküvőjét IX. Lajos, és itt fogadta III. Sándor pápa Thomas Becketet. A Szent István-katedrális Sens legrégibb gótikus temploma, melyet a román stílus utolsó korszakában kezdték el építeni. Tervezője az a Vilmos mester volt, mely e templom építését követően a canterburyi katedrális szentélyében is dolgozott.
Az épület a 13. század elejére készült el, homlokzata román stílust tükröz, az ábrázolások Szent Istvánról és életéről beszélnek. Középső kapuzata Keresztelő Szent Jánost, a bal oldali a Madonnát, a jobb oldali pedig a prófétákat ábrázolja.
A templombelső legfőbb értékei a középső apsziskápolna feletti üvegfestmények, melyek még a 12. századból eredetiben maradtak fenn. A kincstár értékes műtárgyai közül fennmaradt többek között egy 5. századból való elefántcsont szelence is.

## Nevezetességek
- Szent István katedrális

## Cathédrale St-Étienne

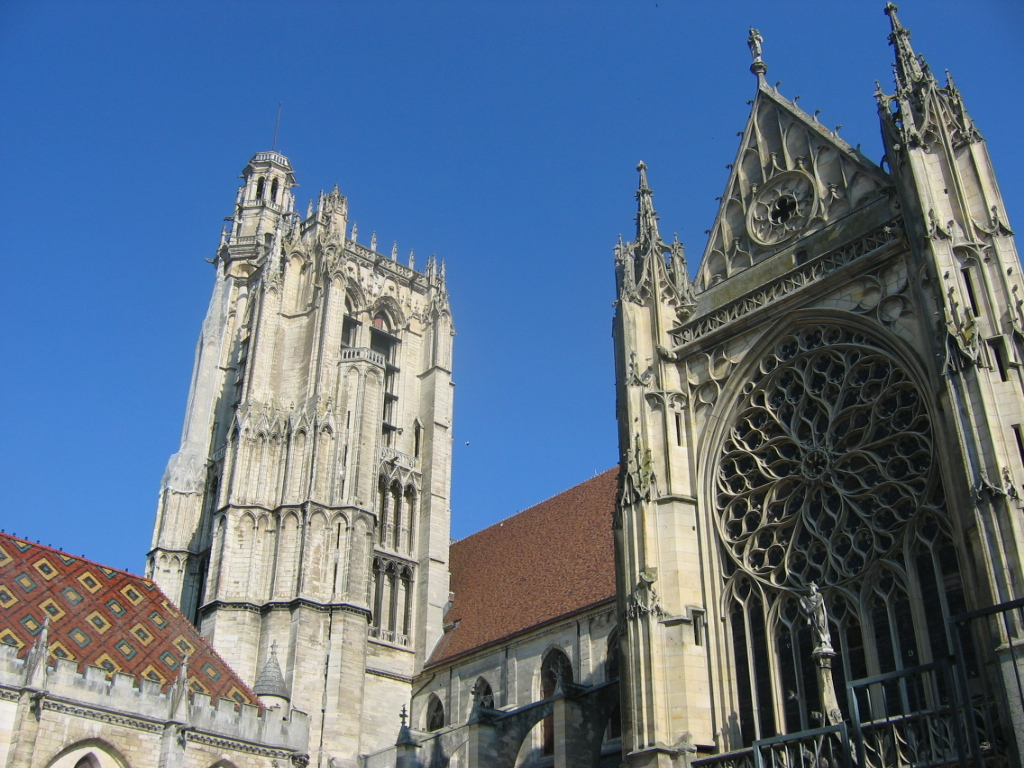
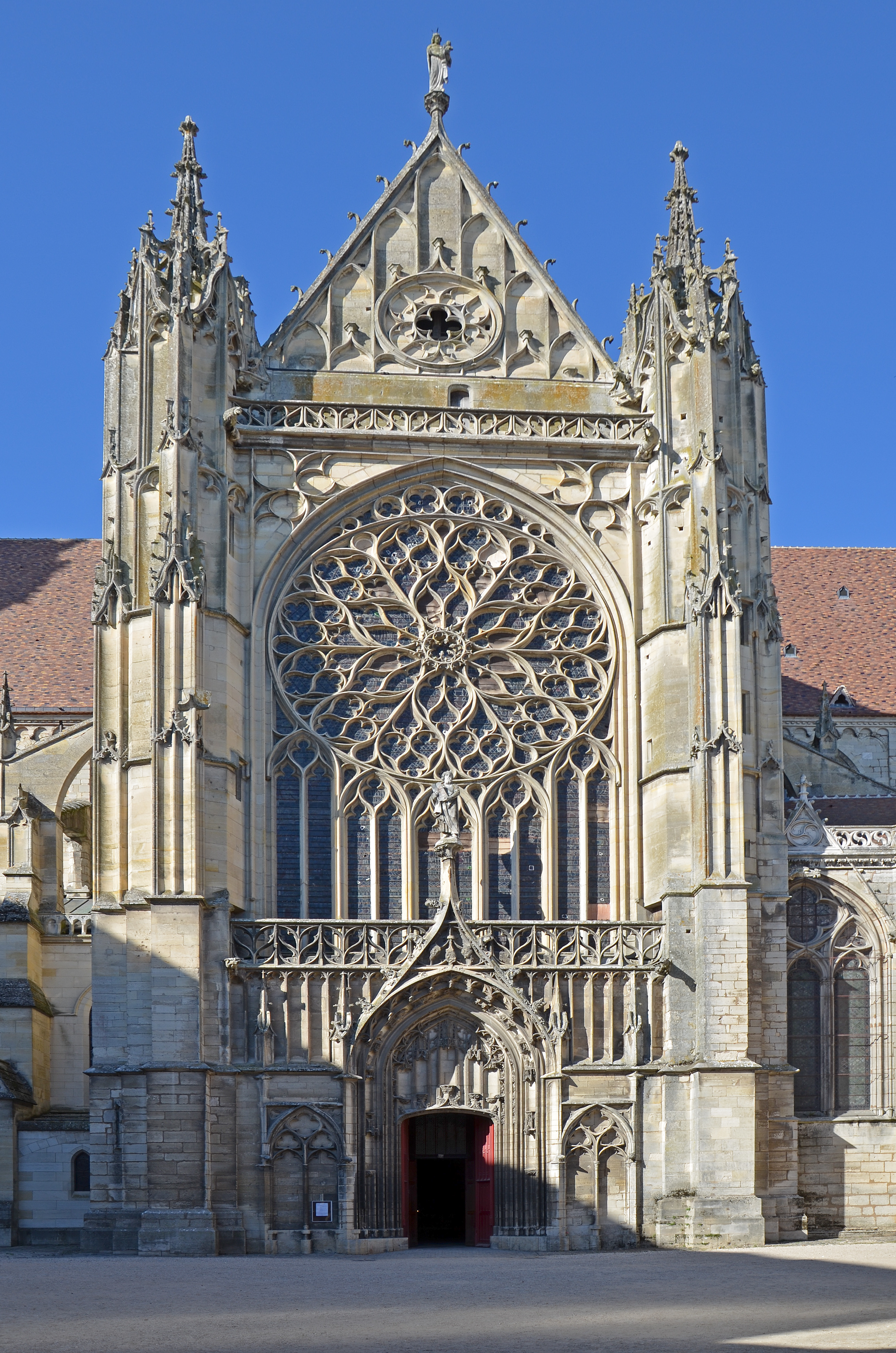
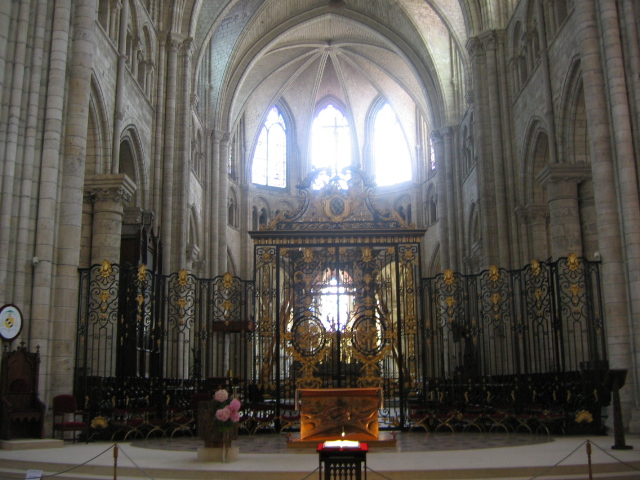
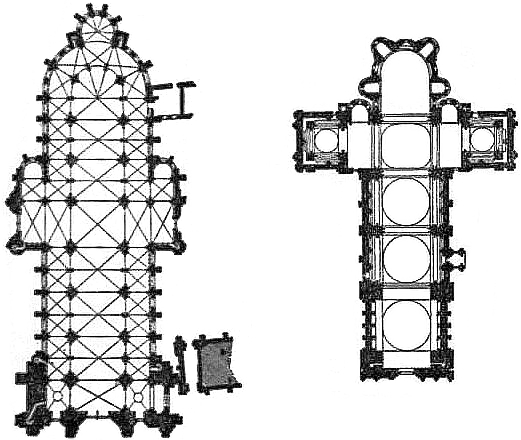
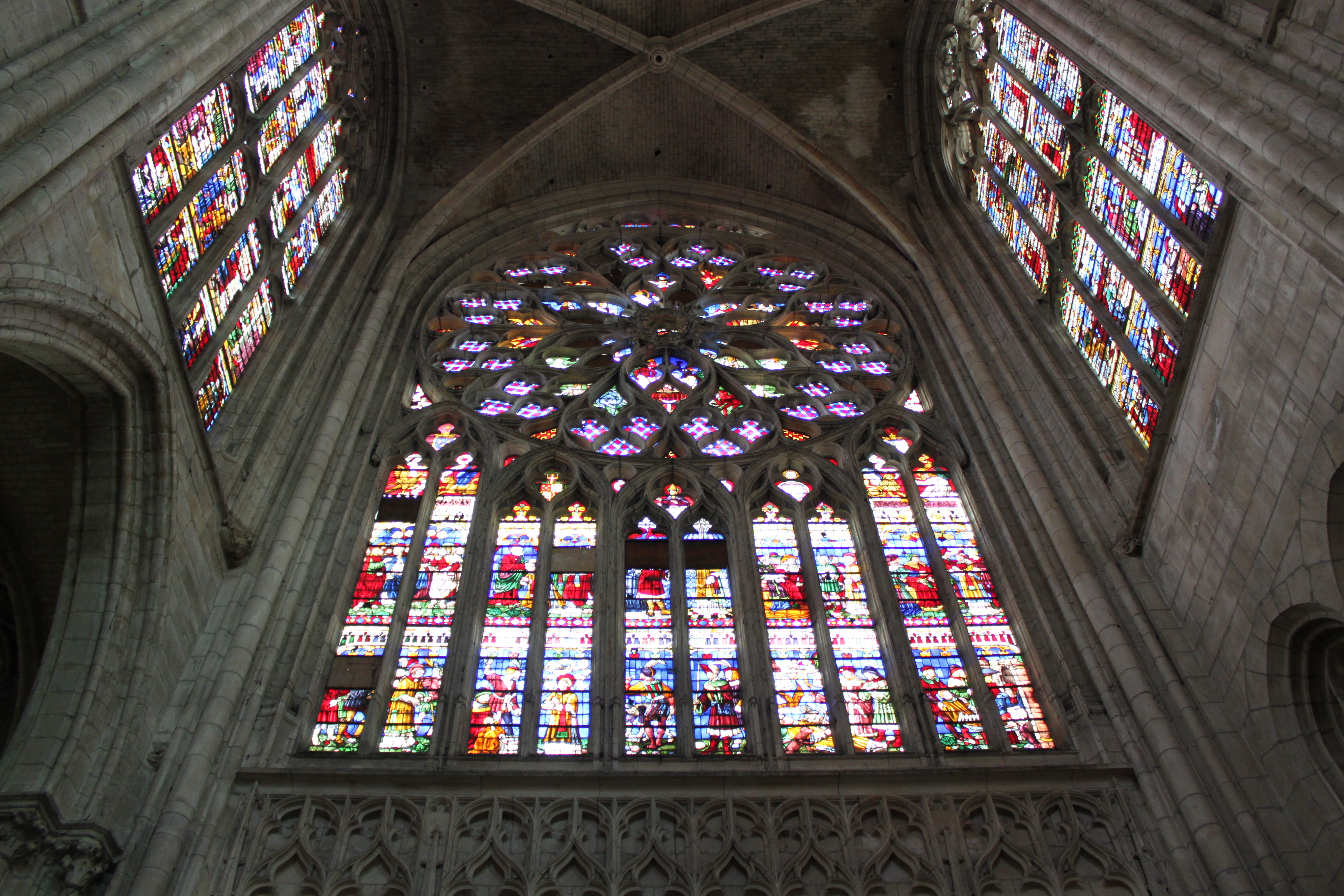
A katedrális üvegablakai
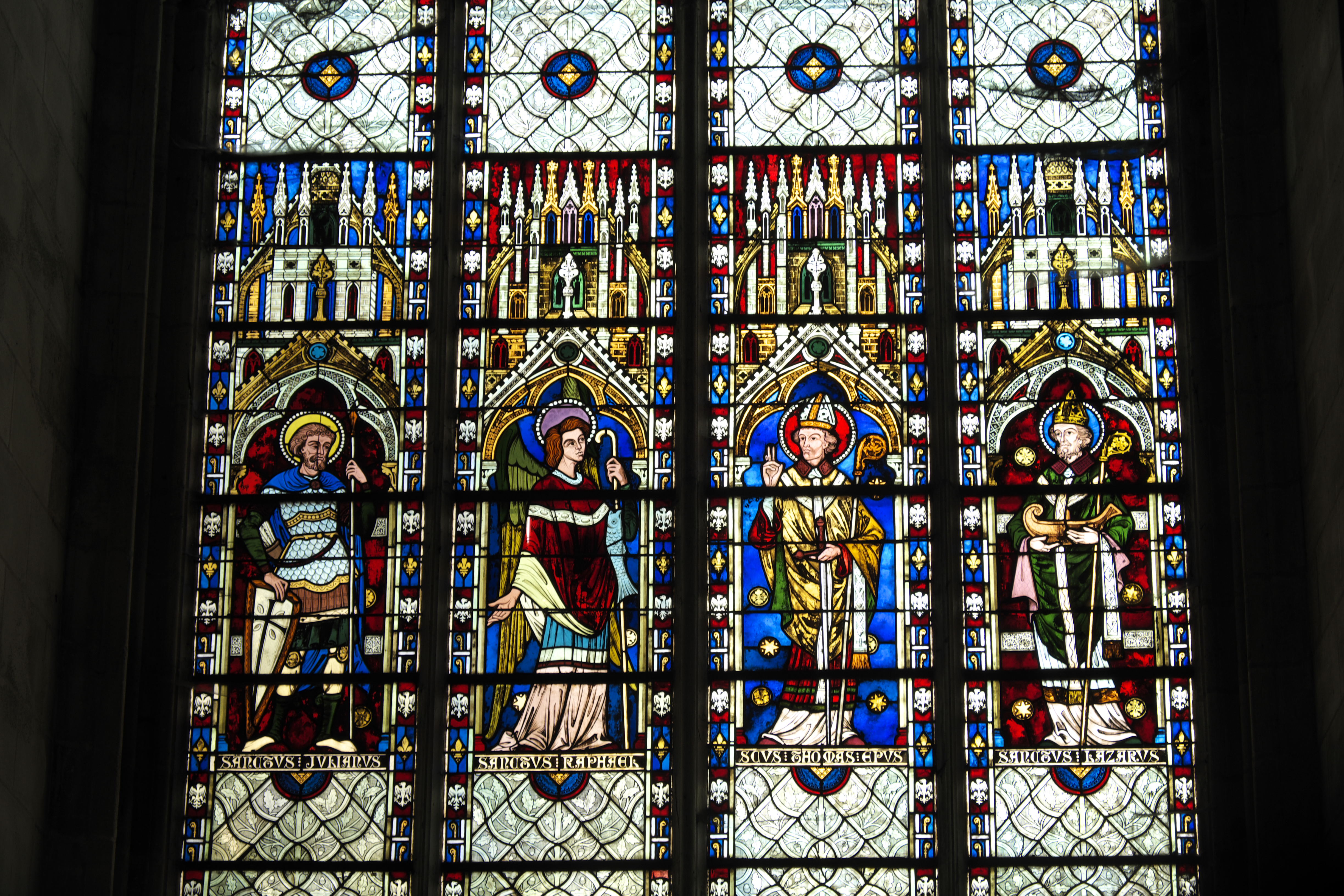
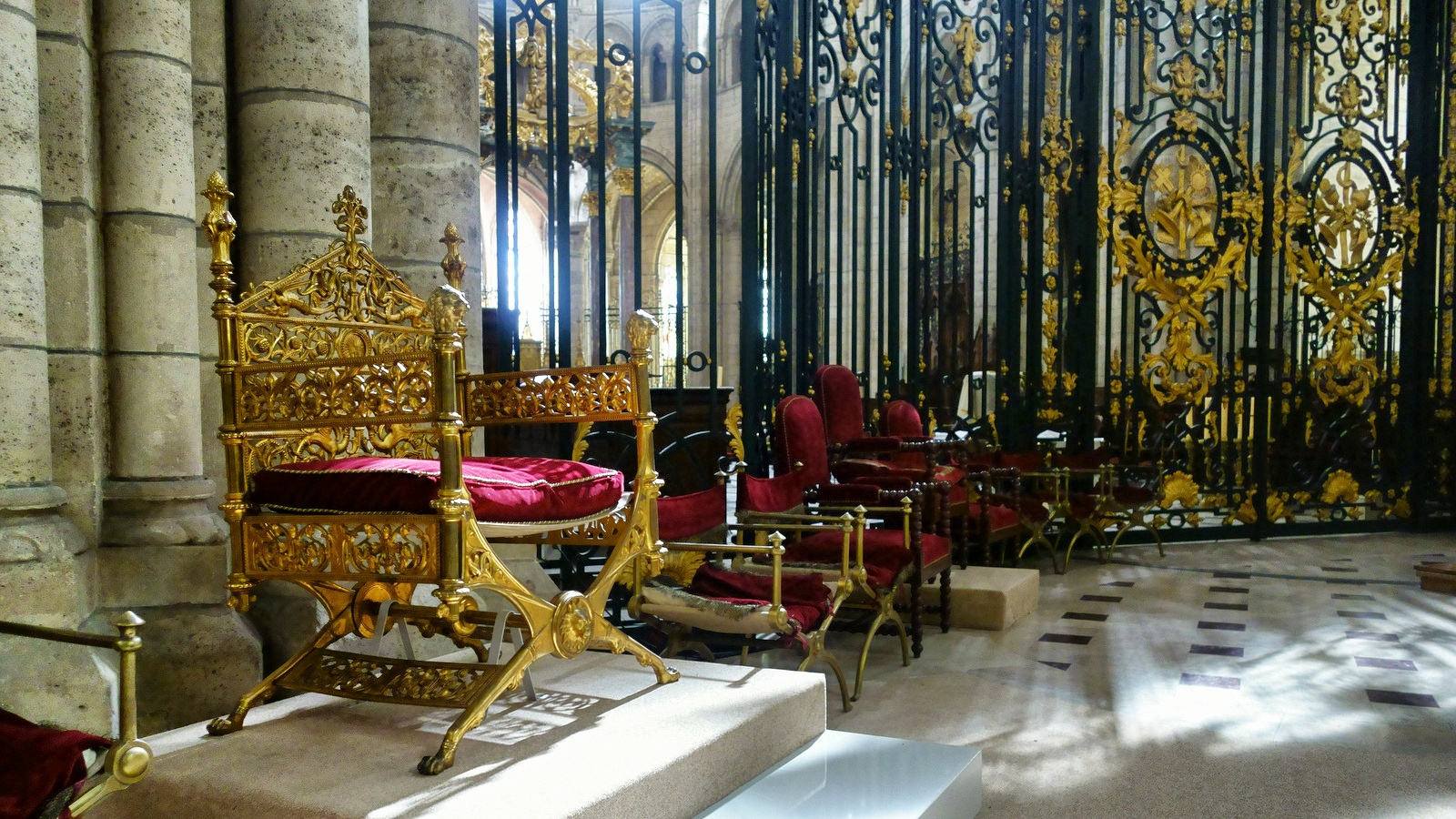
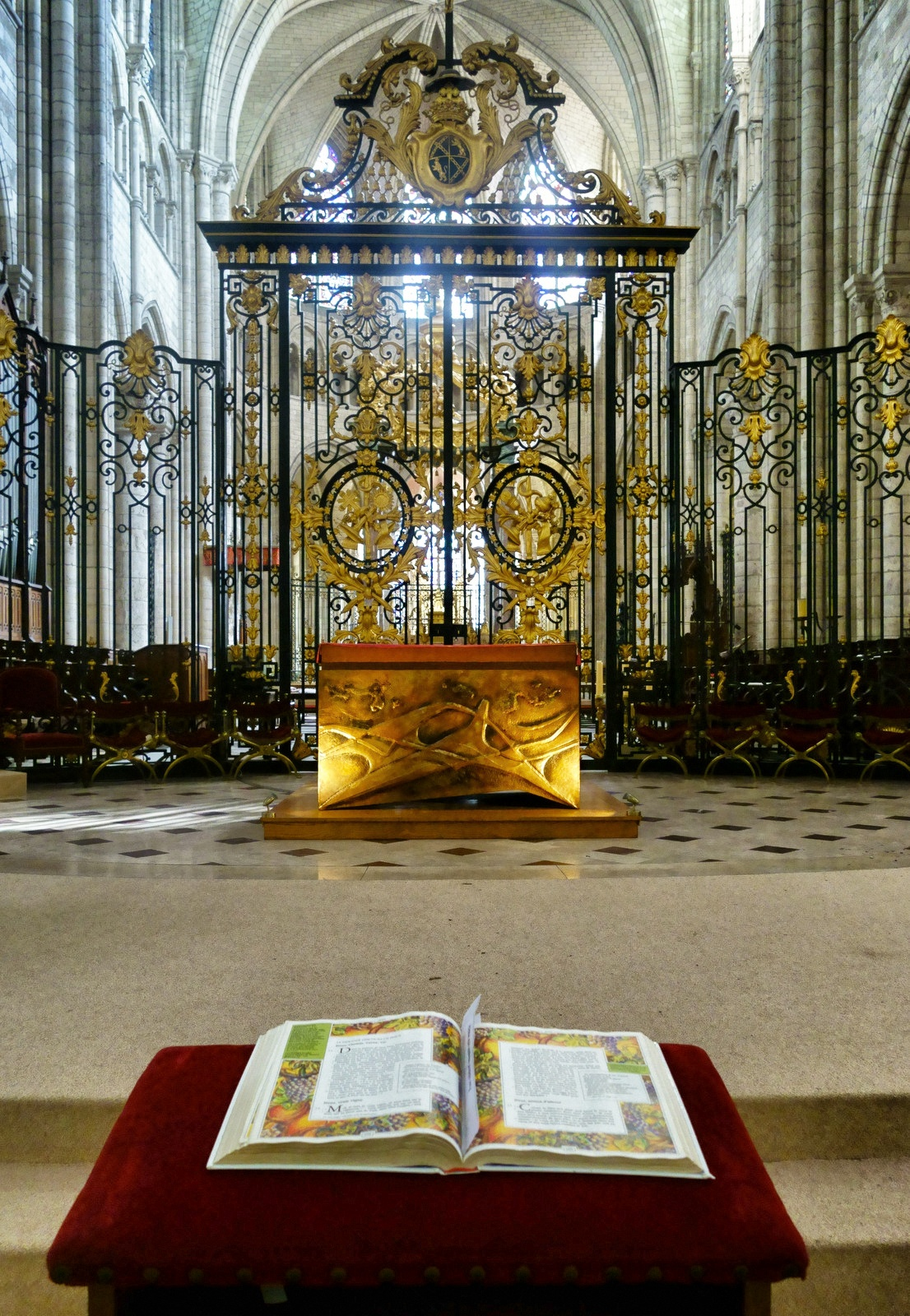
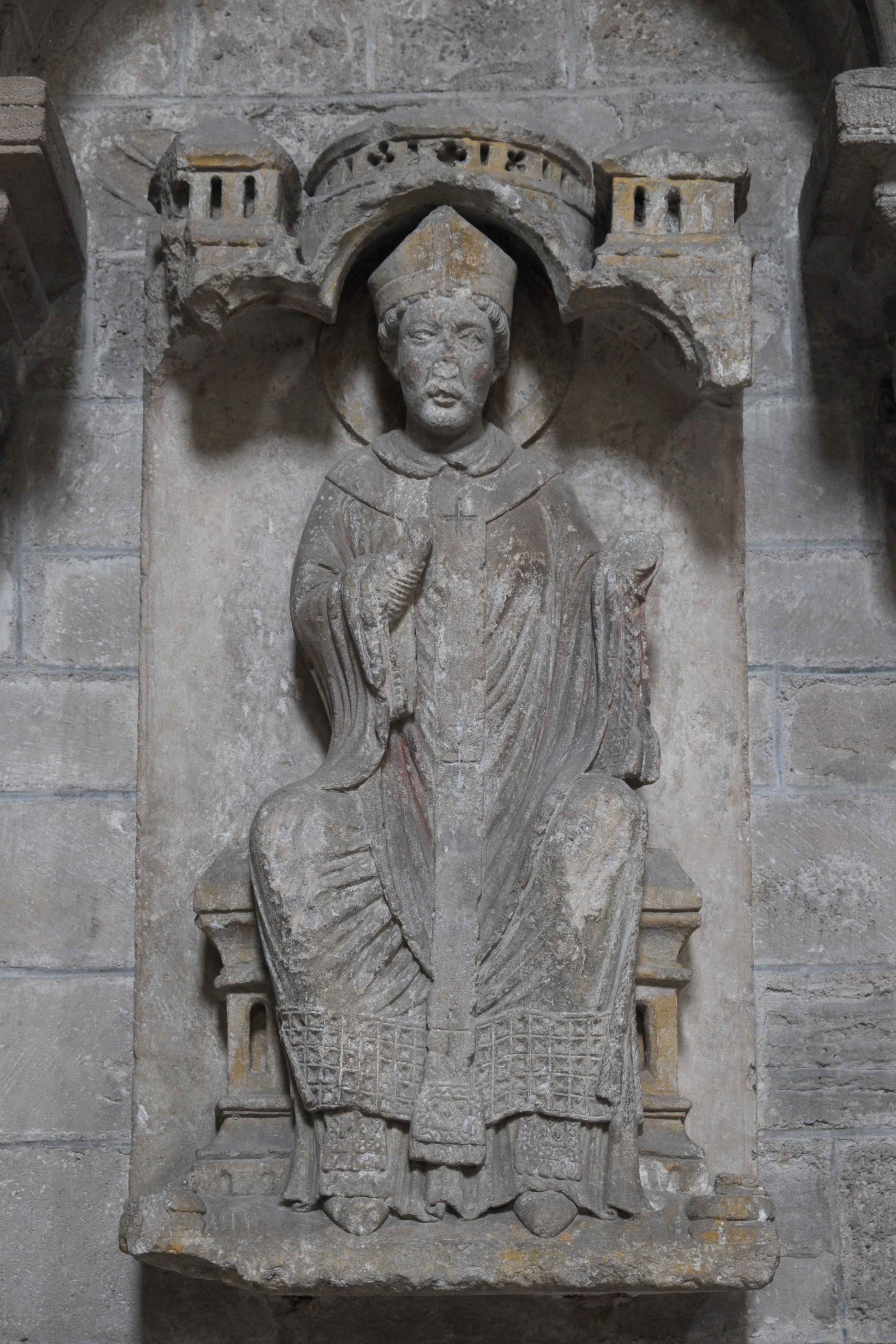
Thomas Becket szobra a katedrálisban

## A múzeum kincseiből

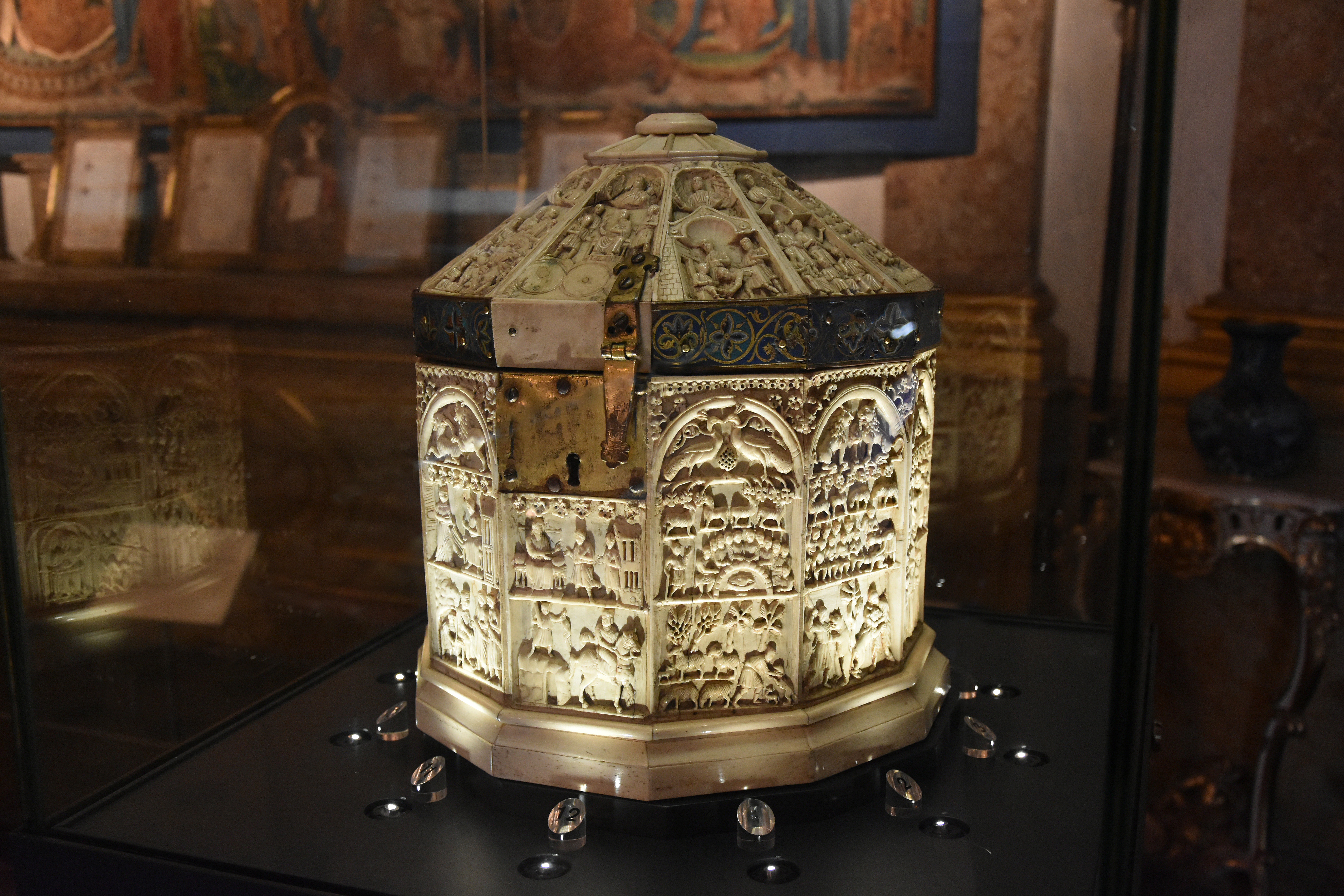
Elefántcsont relikvia a múzeumból
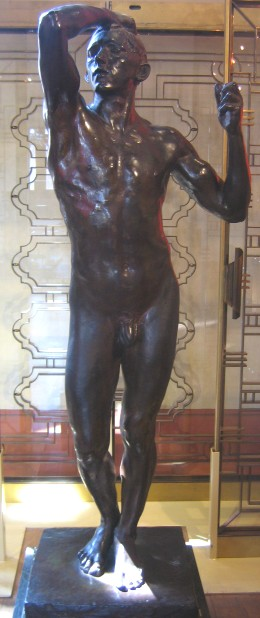
Rodin szobor a múzeumból
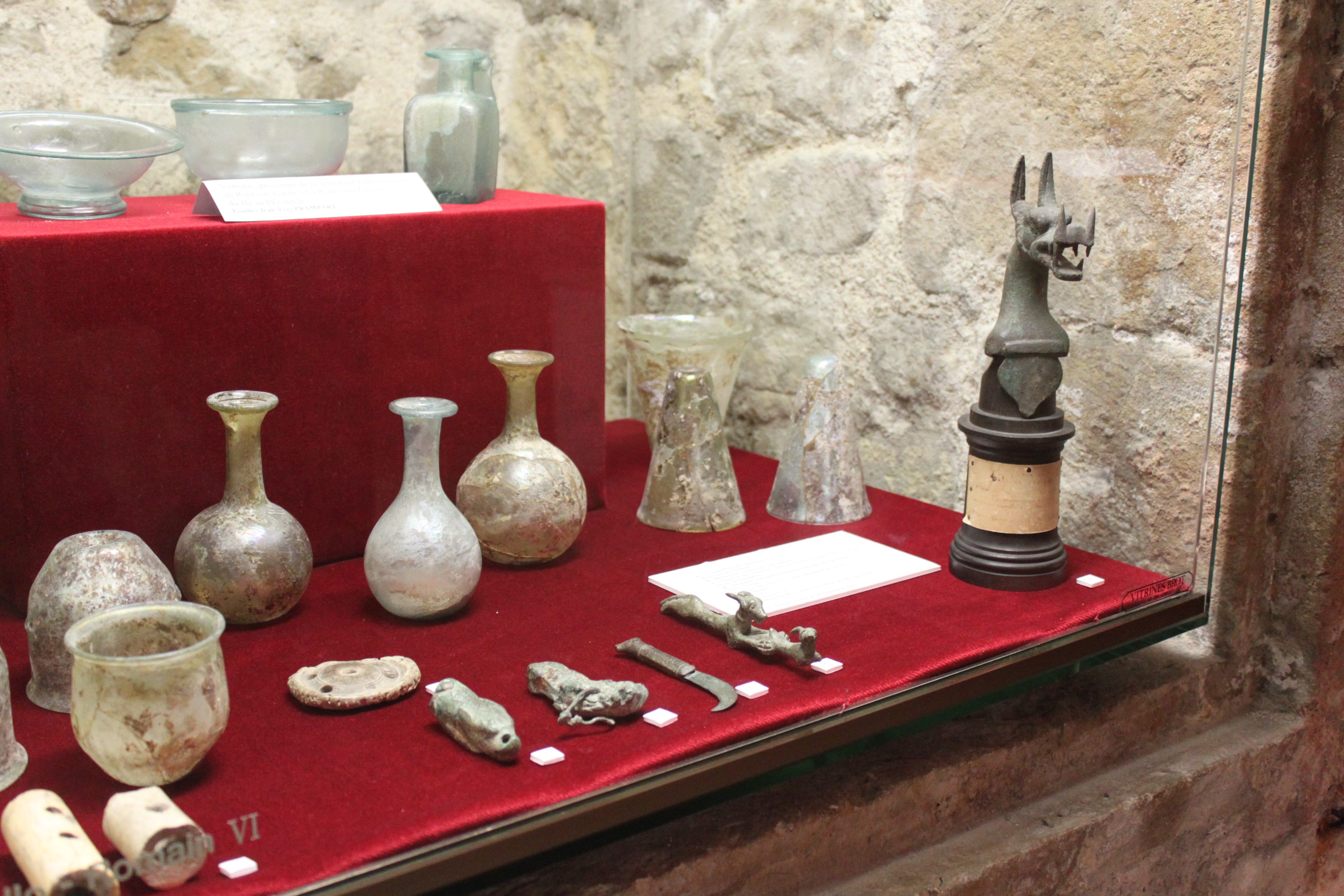
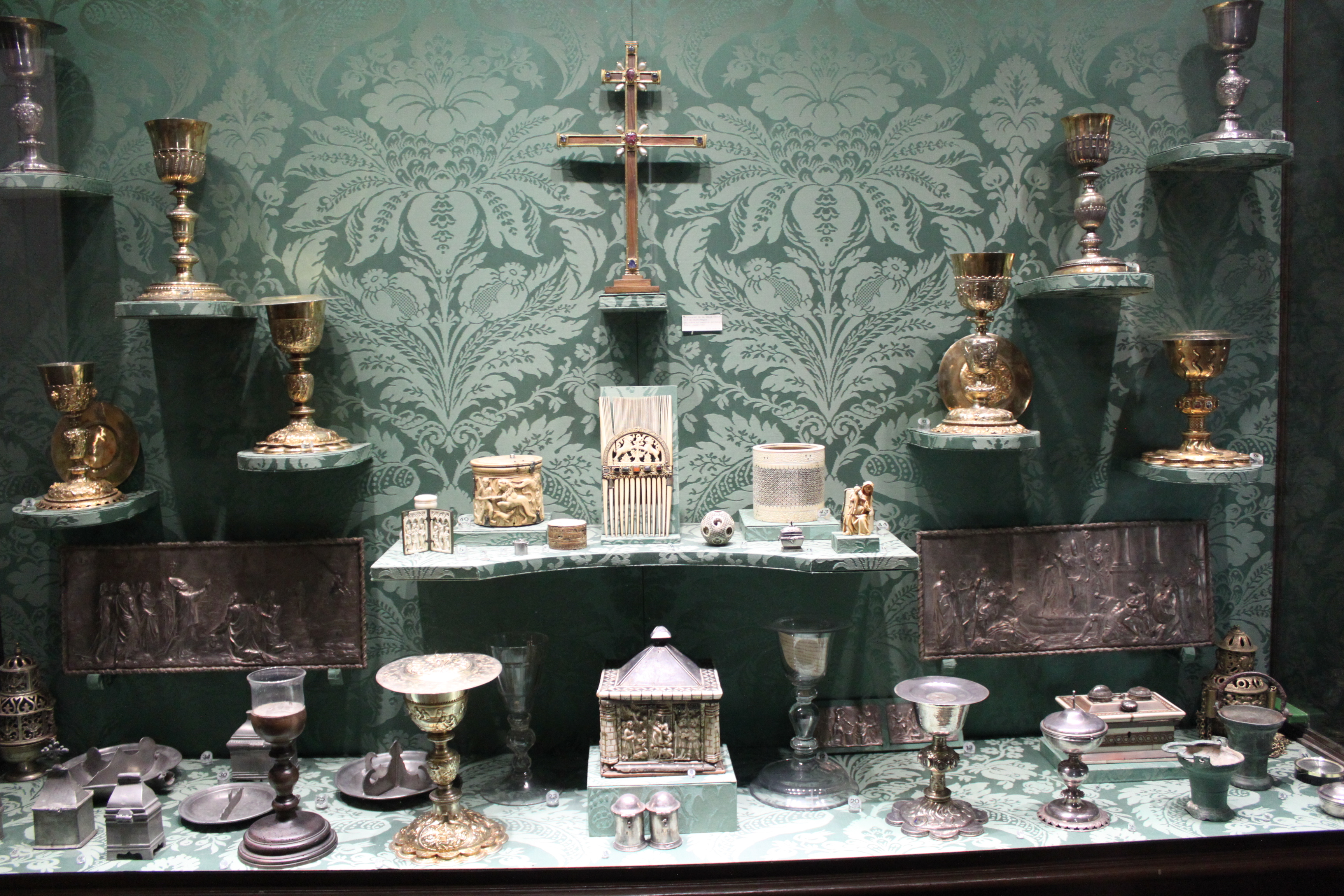
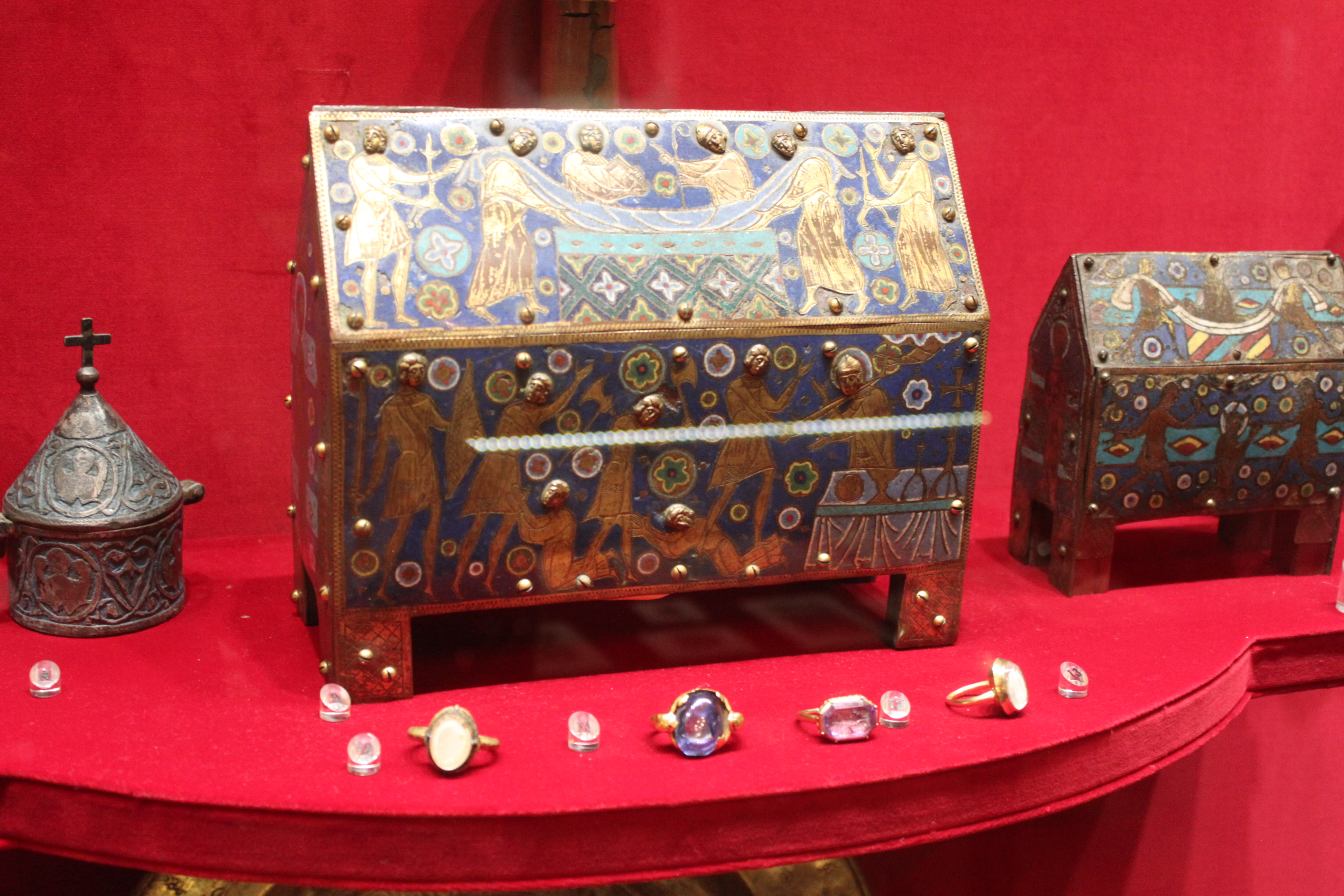
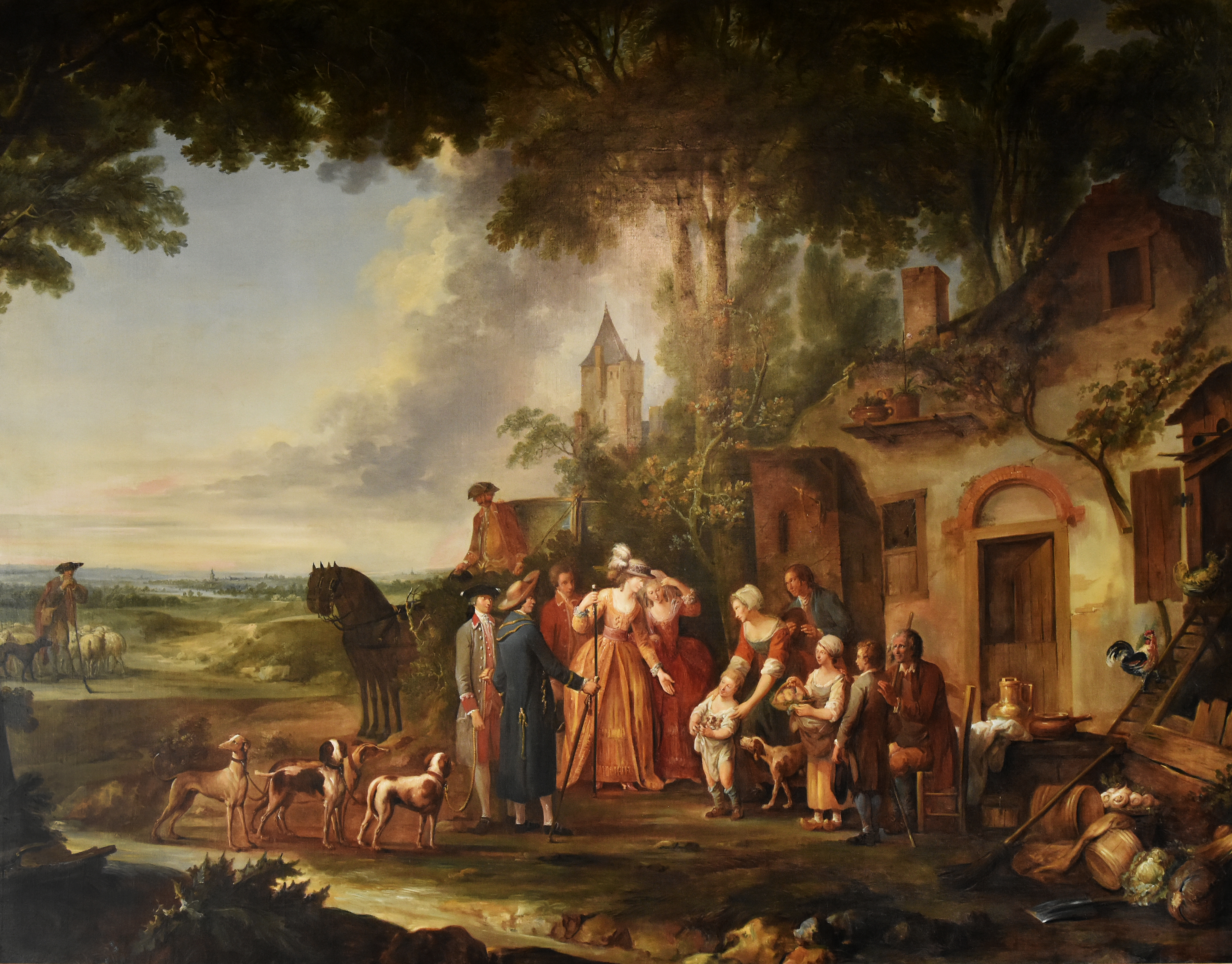